# Guerre cantabriche
Le guerre cantabriche furono condotte da Ottaviano poi Augusto e da Marco Vipsanio Agrippa per un decennio, portando alla definitiva sottomissione di Cantabri ed Asturi e dei rispettivi territori. Al termine di queste guerre i Romani completarono la conquista della Spagna.

## Contesto storico
L'intervento romano rientrava in un progetto più ampio da parte di Augusto, il quale era deciso a portare a compimento la sottomissione di quelle "aree interne" all'impero quali la penisola iberica e l'arco alpino. La conquista della Spagna, intrapresa proprio sul finire del III secolo a.C., non era mai stata portata a termine. La parte nord-ovest della penisola continuava ad essere libera dal potere romano. In questa guerra furono infatti impiegate fino a 7-8 legioni ed un considerevole numero di truppe ausiliarie. Il pericolo, inoltre, di continue incursioni nella Meseta centrale, oltre alle ricche miniere d'oro e di ferro di Cantabria ed Asturie furono ulteriori motivazioni per completare la conquista, tanto che lo stesso imperatore Ottaviano Augusto decise di prendervi parte in prima persona negli anni 26-25 a.C.

## Forze in campo e tattiche di guerra

### Legioni e truppe ausiliarie romane
Le qualità belliche dei Cantabri costrinsero Ottaviano Augusto ad impiegare un consistente e crescente numero di legioni (7 o 8):
- I Augusta, II Augusta, IIII Macedonica, V Alaudae (operante nelle Asturie), VI Victrix (operante nelle Asturie), VIIII Hispana, X Gemina (operante nelle Asturie) e XX Valeria Victrix;

oltre a numerose e truppe ausiliarie come ad esempio:
- l'Ala II Gallorum, la Coorte II Gallorum, Ala II Thracum Victrix Civium Romanorum, Coorte IV Thracum Equitata (cohors equitata), Ala Parthorum e un'Ala Augusta.

Anche la flotta partecipò alle operazioni militari, giungendo dall'Aquitania per bloccare la costa cantabrica. Questa decisione fu fondamentale per la risoluzione del conflitto, dato che permise di completare l'accerchiamento della regione. Si calcola, pertanto, che gli effettivi dell'armata romana coinvolti nelle azioni di guerra abbiano toccato un numero tra le 70 e le 80 000 unità.
I Romani portarono avanti in maniera spietata la conquista della regione, senza fare prigionieri tra i maschi atti alle armi (cosa non consueta). Anche se, secondo una tradizione, erano i Cantabri a preferire la morte alla schiavitù, scegliendola in qualsiasi modo possibile.

### Cantabri ed Asturi
Secondo lo storico romano Cassio Dione, Cantabri ed Asturi adottarono la tattica della guerriglia, evitando di affrontare in campo aperto le legioni. Sfruttando la conformazione impervia del territorio montuoso e la loro maggior conoscenza dell'area, i Cantabri sferrarono rapidi attacchi di sorpresa alle colonne romane in marcia e a quelle che recavano vettovagliamenti, recando consistenti danni materiali e morali ai romani.
Come si può dedurre dalle monete e da quanto dice il poeta Lucano, Cantabri ed Asturi utilizzavano armi leggere come spade corte, daghe, scudi di legno, piccole lance o giavellotti, oltre ad asce bipenni e alla falcata (tipica arma iberica). Non ci sono invece prove che loro usassero archi e fionde. Erano inoltre abili cavalieri, come dimostra il fatto che furono poi utilizzati per formare squadroni di cavalleria. Lo storico Flavio Arriano parla ad esempio della formazione di cavalleria detta "circolo cantabrico" o del cosiddetto "impeto cantabrico", un massiccio attacco frontale che veniva sferrato contro le linee nemiche nel tentativo di aprire delle brecce.

## Le campagne

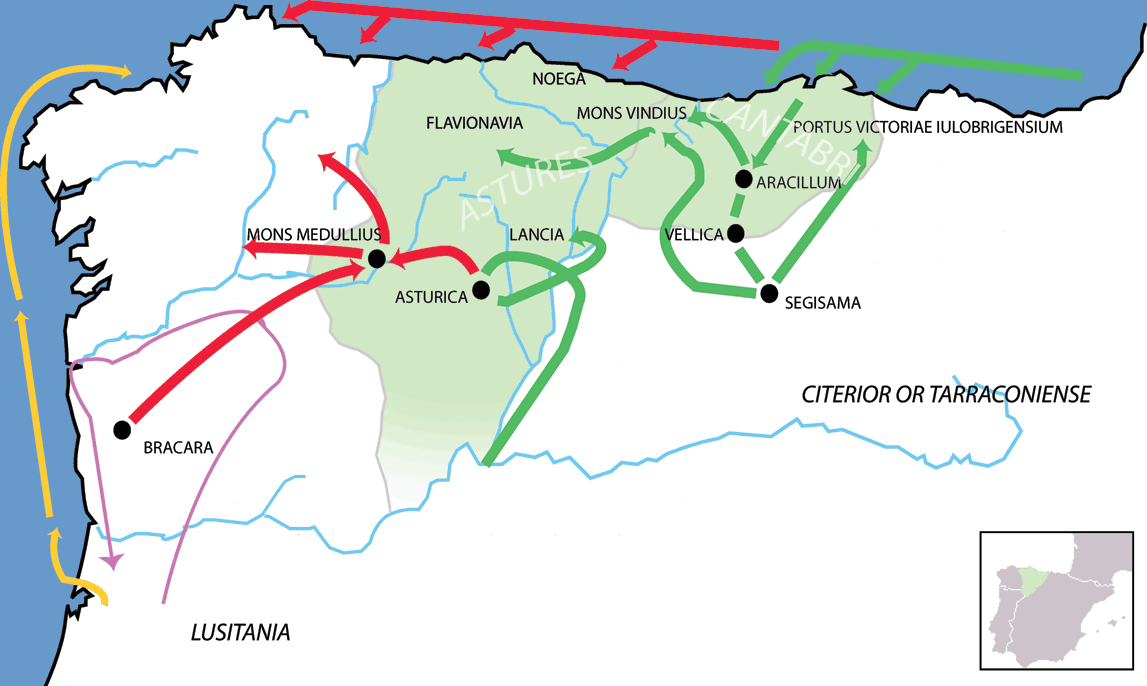
Le campagne degli anni 29-19 a.C.

### Gli anni 29-27 a.C.
Nel corso del primo anno di guerra, il proconsole Tito Statilio Tauro combatté contemporaneamente Cantabri, Vaccei ed Asturi. La regione della Navarra fu definitivamente conquistata per meglio agevolare il transito dei Pirenei, e furono creati al termine delle operazioni del 29 a.C. i comuni di Calahorra, Osca e Turias nelle terre Paesi Baschi. L'esercito di questi anni era composto da sole 2-3 legioni.
Anche nel 28 a.C. il nuovo governatore Calvisio Sabino combatté Cantabri ed Asturi, come pure nell'anno successivo sotto il comando di Sesto Appuleio (console nel 29 a.C.). A partire dal 27 a.C. la Spagna ulteriore fu, inoltre, divisa e la Betica passò al Senato, mentre le legioni presenti nella regione furono aumentate a quattro.

### Dal 26 al 20 a.C.
(Floro, Epitome di storia romana, II, 33, 46-47.)
Nel 26 a.C. Augusto cominciava il suo ottavo consolato a Tarragona. Egli aveva preparato nei minimi dettagli il piano delle operazioni per l'invasione della Cantabria. La sua riuscita implicava l'uso dell'azione combinata degli eserciti della Spagna Tarraconense e della Lusitania. Il piano consisteva nell'attaccare la Cantabria con tre colonne di invasione. Il quartier generale era stato stabilito a Segisama. Augusto, a capo delle legioni I e II Augusta, occupò prima Vellica, poi vinse i Cantabri presso Bergida, costringendoli a rifugiarsi sull'altissimo monte Vindio, e si apriva, infine, la strada attraverso il passo che conduceva a Iuliobriga (vicino a Reinosa), fino alla costa presso Santander. Intanto Cariso, a capo delle legioni V Alaudae e X Gemina, si congiungeva all'esercito del suo imperatore, forse proveniente da nord. Ora i due eserciti riuniti, affrontarono e batterono nuovamente i Cantabri presso il monte Vindio (Penas de Europa), dove il nemico fu accerchiato e decimato.
Come ultimo atto della campagna di quest'anno, Augusto conquistava Aracelio, che era riuscita a resistere per molti mesi. Decise, infine, di ritirarsi a Tarragona in preda ad una grave malattia e lasciando il comando ai suoi luogotenenti Gaio Antistio Vetere (suffetto nel 30 a.C.) e Tito Publio Carisio.
L'anno successivo (25 a.C.) i legati Carisio e Antistio volsero le loro armi contro Asturia e Galizia, e pochi anni dopo la Spagna sembrò ad Augusto ormai vinta e pacificata definitivamente. 
- Sembra che Tito Publio Carisio abbia mosso l'esercito da sud-ovest, occupando Lancia[12], capitale degli Asturi, alla guida di tre legioni (V Alaudae, VI Victrix e X Gemina). Gli Asturi erano, infatti, discesi nel corso di quella primavera dai monti innevati e, posto il loro accampamento presso il fiume Astura[13], divisero il loro esercito in tre colonne, per attaccare i tre principali accampamenti legionari romani. Fortuna volle che i Brigecini tradirono i loro compatrioti, informado Carisio, il quale avendoli attaccati rapidamente e di sorpresa, riuscì a metterli in fuga nella vicina città di Lancia[14], poco dopo assediata ed occupata dalle armate romane[15].
- Intanto il collega Gaio Antistio Vetere, a capo dell'esercito della Spagna Citeriore composte dalle legioni I Augusta e II Augusta, marciava verso occidente, superando León ed Astorga, ed attraverso le Montañas de León si spingeva fino al bacino del Vierzo ed al corso superiore del fiume Sil. Nel 24 a.C. Vetere fu sostituito da Lucio Elio Lamia, che rimase nella provincia fino al 22 a.C.
- Nel 22 a.C. Carisio e Gaio Furnio, che sostituì Lamia in quell'anno, riuscirono insieme a sconfiggere i Cantabri e gli Asturi presso il mons Medullius (nelle vicinanze di Las Médulas)[16].

(Floro, Epitome di storia romana, II, 33, 50.)
In seguito a questi avvenimenti Augusto ricevette un nuovo trionfo e Carisio fondò la colonia di Emerita Augusta.

### Campagna finale del 20-19 a.C.
È possibile che Marco Vipsanio Agrippa si sia recato a partire dal 20 a.C. in Spagna per completare la sottomissione di Asturi e Cantabri. E la guerra fu portata a termine nel 19 a.C., con la sconfitta dei Cantabri presso Iuliobriga. Le tribù montane furono costrette a scendere a valle, abbandonando le loro roccaforti. Nuovi centri urbani sorsero nella parte nord-occidentale come: Bracaraugusta, Lucus Asturum, Asturica Augusta ed i veterani furono stanziati ad Emerita e Caesaraugusta.
Al termine di queste operazioni e della definitiva pacificazione avvenuta nel 16 a.C., il presidio legionario permanente in Spagna fu ridotto a quattro legioni, posizionate tutte nella zona nord ed ovest della penisola iberica. Le altre quattro legioni partirono per essere ricollocate in Gallia, ad Aquileia per partecipare alle campagne di Norico-Rezia-Alpi, in Germania ed in Illirico. C'è da dire che nonostante la vittoria, la resistenza iberica fu tale che i Romani dovettero mantenere nella regione due legioni per oltre 70 anni: la X Gemina e la IIII Macedonica.

## Conclusioni
Dopo dieci anni di dure lotte, Augusto era riuscito a portare a termine il primo degli obiettivi strategici, completando l'occupazione romana delle aree interne ad occidente dei Pirenei (19 a.C.). A questi successi sarebbero succeduti quelli contro le popolazioni alpine che coinvolsero gli eserciti romani nel decennio successivo (fino al 7 a.C.).
Ora Roma poteva mirare ad ampliare i propri domini europei fino ai due grandi fiumi: Danubio (con l'occupazione dell'area illirico-balcanica) ed Elba (con la sottomissione delle terre dei Germani e la creazione della nuova provincia di Germania).